# Gemeinderatswahl in Graz 2017
- KPÖ: 10
- SPÖ: 5
- GRÜNE: 5
- NEOS: 1
- ÖVP: 19
- FPÖ: 8

- KPÖ: 2
- GRÜNE: 1
- ÖVP: 3
- FPÖ: 1

Die Gemeinderatswahl in Graz 2017 fand aufgrund der Auflösung des 2012 gewählten Gemeinderates am 5. Februar 2017 statt. Gleichzeitig mit dem Gemeinderat wurden in Graz die 17 Bezirksvertretungen und der MigrantInnenbeirat gewählt.

## Ausgangslage
Aus den Gemeinderatswahlen 2012 war die ÖVP als stimmenstärkste Partei hervorgegangen. Sie hatte ihren ersten Platz mit 33,74 % klar verteidigt, erlitt jedoch einen Verlust von 4,63 %. Die KPÖ wurde zweitstärkste Kraft im Gemeinderat und stellte seit Juni 2016 mit Elke Kahr die Vizebürgermeisterin. Die SPÖ musste wie die ÖVP starke Verluste hinnehmen. Sie verlor 4,43 % der Stimmen und wurde mit 15,31 % drittstärkste Partei. Ihre Kandidatin Martina Schröck wurde aber vom Gemeinderat als Vizebürgermeisterin gewählt und blieb dies bis zu ihrem Rücktritt 2016. Die FPÖ hingegen gewann 2,90 % hinzu und erlangte insgesamt 13,75 % der Wählerstimmen. Die Grünen kamen mit einem Verlust von 2,42 % der Stimmen auf einen Anteil von 12,14 %. Erstmals konnte außerdem die linksliberale Piratenpartei mit 2,70 % den Einzug in den Grazer Gemeinderat schaffen. Das BZÖ hingegen schied mit einem Verlust von 2,97 % und einem Anteil von 1,34 % der Wählerstimmen aus dem Rat aus.
Regulär hätten die Wahlen erst im Herbst stattgefunden, wurden aber vorverlegt, da es keine Mehrheit für das Budget 2017 gab. Im Gemeinderat herrscht das freie Spiel der Kräfte, das Budget wurde am Anfang der Legislaturperiode durch einen Stabilitätspakt getragen, auf den sich ÖVP, SPÖ und FPÖ einigten. Als die FPÖ ihn auf Grund eines Projekts am Thalersee aufkündigte, konnte nach Verhandlungen mit der KPÖ das Doppelbudget für die folgenden Jahre 2015/16 durch deren Zustimmung gesichert werden.

## Kandidierende Parteien
Für die Wahl am 5. Februar 2017 waren folgende Parteien bereits durch ihre bestehenden Gemeinderatssitze qualifiziert:
- ÖVP (Siegfried Nagl),
- KPÖ (Elke Kahr),
- SPÖ (Michael Ehmann),
- FPÖ (Mario Eustacchio),
- Grünen (Tina Wirnsberger),
- Piratenpartei (Philip Pacanda).

Die notwendigen Unterstützungserklärungen wurden bis zum Stichtag, dem 30. Dezember 2016, von folgenden Parteien gesammelt und erfolgreich als Wahlvorschlag abgegeben:
- NEOS (Niko Swatek),
- Einsparkraftwerk (Rainer Maichin),
- Tatjana Petrovic
- Liste WIR – Unabhängige Bürgerliste Graz.

Die Liste WIR ist nicht zu verwechseln mit einer gleichnamigen Liste, die 2012 antrat.
Tatjana Petrovic konnte durch die Unterschrift eines Gemeinderates, des Piraten Philip Pacanda, antreten.
Die Liste 'Die PARTEI' schaffte die notwendigen Unterstützungserklärungen nicht.

## Umfragen

### Sonntagsfrage
Auf die Frage, welche Partei die Grazer wählen würden, wäre am kommenden Sonntag Gemeinderatswahl, antworteten die Befragten wie folgt:
(Hinweis: Die statistische Schwankungsbreite (Abweichung) beträgt zwischen drei und fünf Prozent)
| Institut | Datum      | ÖVP  | KPÖ  | SPÖ  | FPÖ  | GRÜNE | NEOS | Sonstige |
| -------- | ---------- | ---- | ---- | ---- | ---- | ----- | ---- | -------- |
| bmm      | 27.11.2016 | 31 % | 14 % | 11 % | 26 % | 12 %  | —    | 6 %      |

### Exit-Poll
Nach dem vorgezogenen Wahltag am 27. Jänner 2017 (einer Möglichkeit der Grazer Bürger bereits 9 Tage vor der Wahl außerhalb ihres Wahllokales zu wählen), wurde im Auftrag der ÖVP (der Auftraggeber war für die Teilnehmer allerdings nicht ersichtlich) eine Exit-Poll-Befragung durchgeführt. Diese sah die ÖVP bei 33 %, die KPÖ bei 23 % und SPÖ, FPÖ und Grüne bei 14 %.
Nach dem Chaos um die Bundespräsidentenwahl in Österreich 2016, wurde diese Umfrage zwischen den Wahlgängen von verschiedenen Seiten heftig kritisiert. Für die ÖVP diente sie der Mobilisierung der eigenen Reihen, und der Warnung vor einer kommunistischen Bürgermeisterin.

## Wahlergebnis

### Gemeinderatswahl
| Partei           | Ergebnisse 2017 | Ergebnisse 2017 | Ergebnisse 2017 | Ergebnisse 2012 | Ergebnisse 2012 | Ergebnisse 2012 | Differenzen | Differenzen | Differenzen |
| ---------------- | --------------- | --------------- | --------------- | --------------- | --------------- | --------------- | ----------- | ----------- | ----------- |
| Wahlberechtigte  | 222.856         | 222.856         | 222.856         | 209.805         | 209.805         | 209.805         | +13.051     | +13.051     | +13.051     |
|                  | Stimmen         | %               | Mand.           | Stimmen         | %               | Mand.           | Stimmen     | %           | Mand.       |
| Gesamt           | 127.904         | 57,39 %         |                 | 116.381         | 55,47 %         |                 | +11.523     | +1,92 %     |             |
| Ungültig         | 1.835           |                 |                 | 1.969           |                 |                 |             |             |             |
| Gültig           | 126.069         |                 |                 | 114.412         |                 |                 |             |             |             |
| SPÖ              | 12.668          | 10,05 %         | 5               | 17.517          | 15,31 %         | 7               | −4.849      | −5,26 %     | −2          |
| ÖVP              | 47.639          | 37,79 %         | 19              | 38.602          | 33,74 %         | 17              | +9.037      | +4,05 %     | +2          |
| FPÖ              | 19.998          | 15,86 %         | 8               | 15.733          | 13,75 %         | 7               | +4.265      | +2,11 %     | +1          |
| GRÜNE            | 13.254          | 10,51 %         | 5               | 13.889          | 12,14 %         | 6               | −635        | −1,63 %     | −1          |
| KPÖ              | 25.645          | 20,34 %         | 10              | 22.725          | 19,86 %         | 10              | +2.920      | +0,48 %     | ±0          |
| PIRAT            | 1.368           | 1,09 %          | 0               | 3.086           | 2,70 %          | 1               | −1.718      | −1,61 %     | −1          |
| Tatjana Petrovic | 115             | 0,09 %          | 0               | n.k.            | n.k.            | n.k.            | +115        | +0,09 %     | ±0          |
| WIR              | 250             | 0,20 %          | 0               | n.k.            | n.k.            | n.k.            | +250        | +0,20 %     | ±0          |
| NEOS             | 4.966           | 3,94 %          | 1               | n.k.            | n.k.            | n.k.            | +4.966      | +3,94 %     | +1          |
| Einsparkraftwerk | 166             | 0,13 %          | 0               | 214             | 0,19 %          | 0               | −48         | −0,06 %     | ±0          |
| BZÖ              | n.k.            | n.k.            | n.k.            | 1.530           | 1,34 %          | 0               | −1.530      | −1,34 %     | ±0          |
| CP-G             | n.k.            | n.k.            | n.k.            | 619             | 0,54 %          | 0               | −619        | −0,54 %     | ±0          |
| BBB              | n.k.            | n.k.            | n.k.            | 192             | 0,17 %          | 0               | −192        | −0,17 %     | ±0          |
| Wir Wähler       | n.k.            | n.k.            | n.k.            | 305             | 0,27 %          | 0               | −305        | −0,27 %     | ±0          |

Stimmenstärkste Partei nach Bezirken

Stimmenanteile der Parteien nach Bezirken

Das Ergebnis brachte einen Mandatsgewinn für ÖVP und FPÖ sowie einen Verlust an Mandaten für die SPÖ und die Grünen. Außerdem – das konnte erst am Montag nach Auszählung der Briefwahlstimmen bestätigt werden – wanderte ein Stadtrat von der SPÖ zur KPÖ. Somit ist die SPÖ zum ersten Mal seit 1945 nicht mehr mit einem Regierungssitz in der Stadtregierung vertreten. Die Piraten verloren ihr einziges Mandat, während die Neos mit einem Mandat neu in den Gemeinderat einziehen konnten. Auf Basis des amtlichen Wahlergebnisses begann die ÖVP unter dem Grazer Bürgermeister Siegfried Nagl mit Koalitionsverhandlungen.

### Bezirksvertretungswahlen
| Bezirk           | SPÖ   | ÖVP   | FPÖ   | GRÜNE | KPÖ   | NEOS             | Tatjana Petrovic |
| ---------------- | ----- | ----- | ----- | ----- | ----- | ---------------- | ---------------- |
| 1., Innere Stadt | 5,52  | 32,63 | 10,88 | 18,61 | 25,62 | 6,75             | nicht kandidiert |
| 2., St. Leonhard | 6,63  | 33,78 | 8,73  | 21,51 | 23,07 | 6,27             | nicht kandidiert |
| 3., Geidorf      | 7,78  | 35,63 | 9,80  | 20,21 | 19,93 | 6,64             | nicht kandidiert |
| 4., Lend         | 15,61 | 25,92 | 17,79 | 13,45 | 23,59 | 3,64             | nicht kandidiert |
| 5., Gries        | 12,07 | 26,06 | 18,82 | 11,45 | 27,48 | 3,25             | 0,88             |
| 6., Jakomini     | 10,42 | 28,63 | 13,87 | 16,34 | 25,57 | 5,18             | nicht kandidiert |
| 7., Liebenau     | 15,23 | 42,69 | 19,34 | 7,43  | 12,11 | 3,21             | nicht kandidiert |
| 8., St. Peter    | 7,74  | 43,81 | 13,43 | 17,10 | 12,97 | 4,95             | nicht kandidiert |
| 9., Waltendorf   | 7,25  | 46,68 | 12,97 | 14,92 | 13,22 | 4,97             | nicht kandidiert |
| 10., Ries        | 8,07  | 48,18 | 13,28 | 17,36 | 13,11 | nicht kandidiert | nicht kandidiert |
| 11., Mariatrost  | 6,42  | 48,06 | 11,18 | 16,45 | 13,26 | 4,62             | nicht kandidiert |
| 12., Andritz     | 11,78 | 44,82 | 14,40 | 15,11 | 13,88 | nicht kandidiert | nicht kandidiert |
| 13., Gösting     | 15,41 | 37,80 | 22,55 | 9,17  | 15,07 | nicht kandidiert | nicht kandidiert |
| 14., Eggenberg   | 13,46 | 34,07 | 20,25 | 11,07 | 17,95 | 3,20             | nicht kandidiert |
| 15., Wetzelsdorf | 16,76 | 36,13 | 23,83 | 7,95  | 15,32 | nicht kandidiert | nicht kandidiert |
| 16., Straßgang   | 18,19 | 39,02 | 22,85 | 8,26  | 11,67 | nicht kandidiert | nicht kandidiert |
| 17., Puntigam    | 15,69 | 34,64 | 25,81 | 7,17  | 13,40 | 3,29             | nicht kandidiert |

| Bezirk           | Gesamt | SPÖ | ÖVP | FPÖ | GRÜNE | KPÖ | NEOS             | Tatjana Petrovic |
| ---------------- | ------ | --- | --- | --- | ----- | --- | ---------------- | ---------------- |
| 1., Innere Stadt | 7      | 0   | 3   | 1   | 1     | 2   | 0                | nicht kandidiert |
| 2., St. Leonhard | 10     | 0   | 4   | 1   | 2     | 3   | 0                | nicht kandidiert |
| 3., Geidorf      | 15     | 1   | 6   | 1   | 3     | 3   | 1                | nicht kandidiert |
| 4., Lend         | 19     | 3   | 5   | 3   | 3     | 5   | 0                | nicht kandidiert |
| 5., Gries        | 17     | 2   | 5   | 3   | 2     | 5   | 0                | 0                |
| 6., Jakomini     | 19     | 2   | 6   | 2   | 3     | 5   | 1                | nicht kandidiert |
| 7., Liebenau     | 9      | 1   | 5   | 2   | 0     | 1   | 0                | nicht kandidiert |
| 8., St. Peter    | 10     | 1   | 5   | 1   | 2     | 1   | 0                | nicht kandidiert |
| 9., Waltendorf   | 8      | 0   | 5   | 1   | 1     | 1   | 0                | nicht kandidiert |
| 10., Ries        | 7      | 0   | 4   | 1   | 1     | 1   | nicht kandidiert | nicht kandidiert |
| 11., Mariatrost  | 7      | 0   | 4   | 1   | 1     | 1   | 0                | nicht kandidiert |
| 12., Andritz     | 12     | 1   | 6   | 2   | 2     | 1   | nicht kandidiert | nicht kandidiert |
| 13., Gösting     | 7      | 1   | 3   | 2   | 0     | 1   | nicht kandidiert | nicht kandidiert |
| 14., Eggenberg   | 12     | 1   | 5   | 3   | 1     | 2   | 0                | nicht kandidiert |
| 15., Wetzelsdorf | 9      | 2   | 4   | 2   | 0     | 1   | nicht kandidiert | nicht kandidiert |
| 16., Straßgang   | 9      | 2   | 4   | 2   | 0     | 1   | nicht kandidiert | nicht kandidiert |
| 17., Puntigam    | 7      | 1   | 3   | 2   | 0     | 1   | 0                | nicht kandidiert |
| Gesamt           | 184    | 18  | 77  | 30  | 22    | 35  | 2                | 0                |

### MigrantInnenbeiratswahl
Für die Wahl des Migrantinnen- und Migrantenbeirates waren 25.364 Personen wahlberechtigt. 2.370 Personen machten von ihrem Wahlrecht Gebrauch; es wurden 2.324 gültige Stimmen abgegeben. Das entspricht einer Wahlbeteiligung von 9,34 %.
| Wahlwerbende Gruppe                            | Stimmen | %     | Mandate |
| ---------------------------------------------- | ------- | ----- | ------- |
| Neue Generation                                | 491     | 21,13 | 2       |
| Liste für eine bessere Zukunft                 | 309     | 13,30 | 1       |
| Afghanisch-österreichische Einigkeit           | 258     | 11,10 | 1       |
| Kurdische Liste für Zusammenleben              | 498     | 21,43 | 2       |
| Islamische Kultur-Zentren Gries                | 404     | 17,38 | 2       |
| Internationale Liste für Soziale Gerechtigkeit | 200     | 8,61  | 1       |
| Friedensunion ohne Grenzen                     | 164     | 7,05  | 0       |

## Folgewahl
Am 28. Juni 2021 legte Bürgermeister Siegfried Nagl (ÖVP) den Wahltermin für die Gemeinderats-, Bezirksrats- und MigrantInnenwahl auf den 26. September 2021 fest. Er nutzte dabei den ihm als Bürgermeister gemäß § 16 des Statutes der Landeshauptstadt Graz zustehenden Spielraum, den Gemeinderatswahltermin so auszuschreiben, dass der neugewählte Gemeinderat frühestens 12 Wochen vor oder spätestens 12 Wochen nach Ablauf der fünfjährigen Wahlperiode zusammentreten kann. Als Begründung für den frühen Termin führte Nagl eine dann zu erwartende, stabile Situation der COVID-19-Pandemie in Österreich an.
Dieser – mit seinem Koalitionspartner (FPÖ) nicht akkordierte – Schritt führte zur Kritik der FPÖ, Nagl würde zum dritten Mal in Folge eine Koalition sprengen und vorgezogene Wahlen auslösen. Die zwei ebenfalls in der Stadtregierung vertretenen Parteien KPÖ und Grüne gaben sich nicht überrascht respektive freuten sich über die Vorverlegung. Erste Wahlkampftöne löste bereits die im Februar 2021 im Auftrag der Grazer Stadtkoalition präsentierte Studie über den Bau einer „Metro“ genannten U-Bahn mit zwei Linien aus.